# Быково (бывший Ивановский сельский округ)
Быково — деревня в составе Ивановского сельского поселения Шарьинского района Костромской области России.
До 2010 года входила в состав Ивановского сельского округа.

## История
В конце XVIII века деревня принадлежала генерал - майору Петру Федоровичу Талызину. В 1859 году деревня перешла во владение князя Сергея Сергеевича Гагарина. После отмены крепостного права деревня Быкова, вместе с деревнями Бодячиха и Пустошка входила в состав Быковского сельского общества Гагаринской волости. 
Согласно Спискам населенных мест Российской империи в 1872 году деревня относилась к 2 стану Ветлужского уезда Костромской губернии. В ней числилось 19 дворов, проживало 62 мужчины и 64 женщины.
Согласно переписи населения 1897 года в деревне проживало 247 человек (125 мужчин и 122 женщины).
Согласно Списку населенных мест Костромской губернии в 1907 году деревня относилась к Гагаринской волости Ветлужского уезда Костромской губернии. По сведениям волостного правления за 1907 год в деревне числилось 39 крестьянских дворов и 263 жителя. В деревне имелись 2 ветряные мельницы и кузница. Преобладающим занятием жителей деревни, кроме земледелия, были лесной промысел и извоз.